# Parel (aardappel)

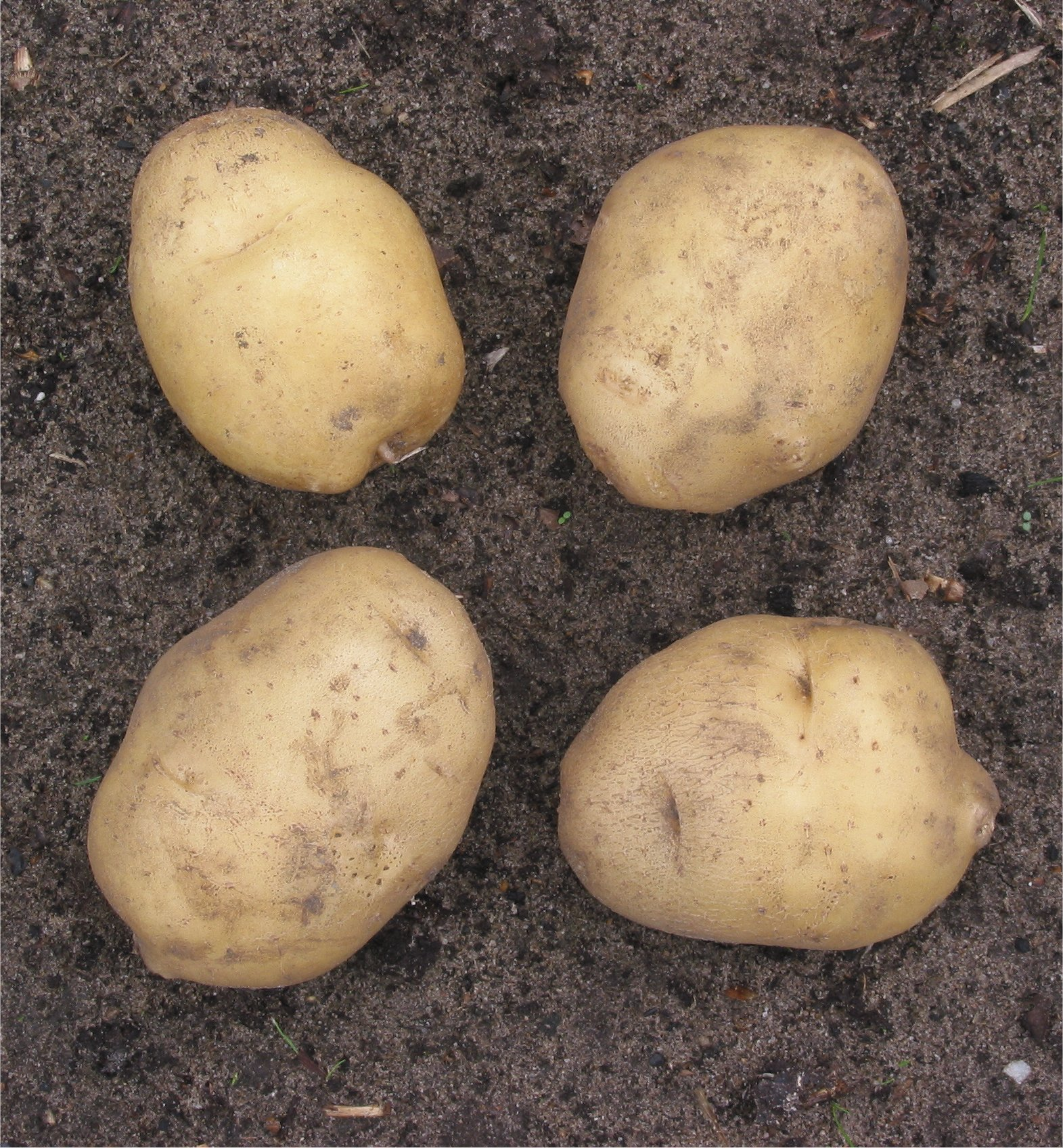

De aardappel 'Parel' is in 1952 ontstaan uit de kruising: Eigenheimer × Libertas en heeft in 1965 kwekersrecht gekregen. In 1965 is het ras in de handel gebracht. De kruising is gemaakt door S. van der Struik. Het ras is vooral bestemd voor de teelt op zand- en dalgrond, maar vrij sterk gevoelig voor droogte.
De Parel is een vrij vroeg tot vroeg consumptieaardappelras en heeft lichtgeel- tot geelvlezige, rondovale, middendiepogige knollen met een gele schilkleur. De consumptiekwaliteit is goed.
Het wat fijne loof is veelstengelig en iets slap.
De gekookte aardappel is kruimig.

## Ziekten
Het blad van Parel is sterk vatbaar voor de aardappelziekte, maar de knol zeer weinig. Verder is het ras weinig vatbaar voor de virusziekte bladrol, weinig voor kringerigheid, middelmatig voor stengelbont, het A-virus en het YN-virus. Het ras is sterk vatbaar voor schurft (Streptomyces scabies). Parel is onvatbaar voor wratziekte (Synchytrium endobioticum).

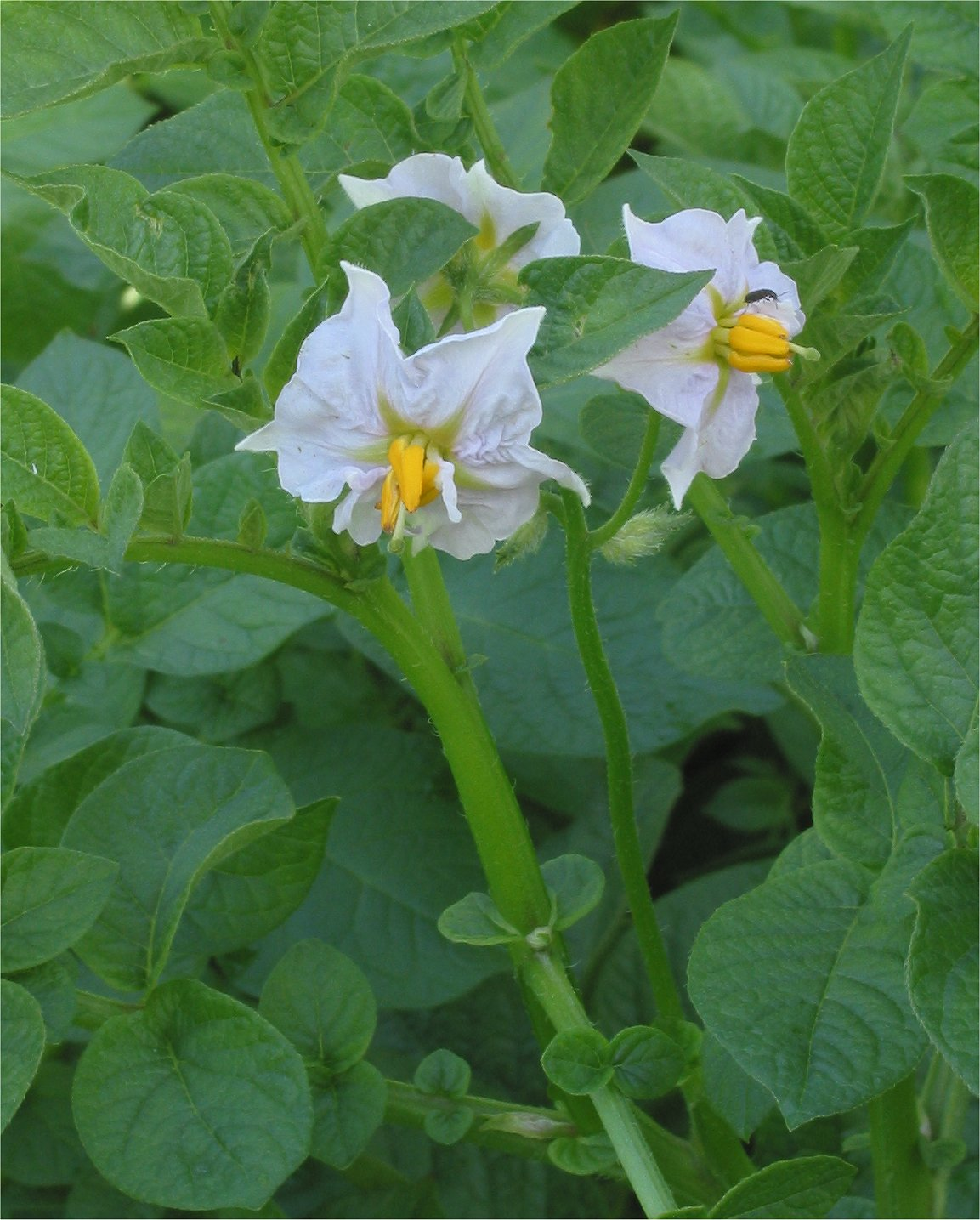
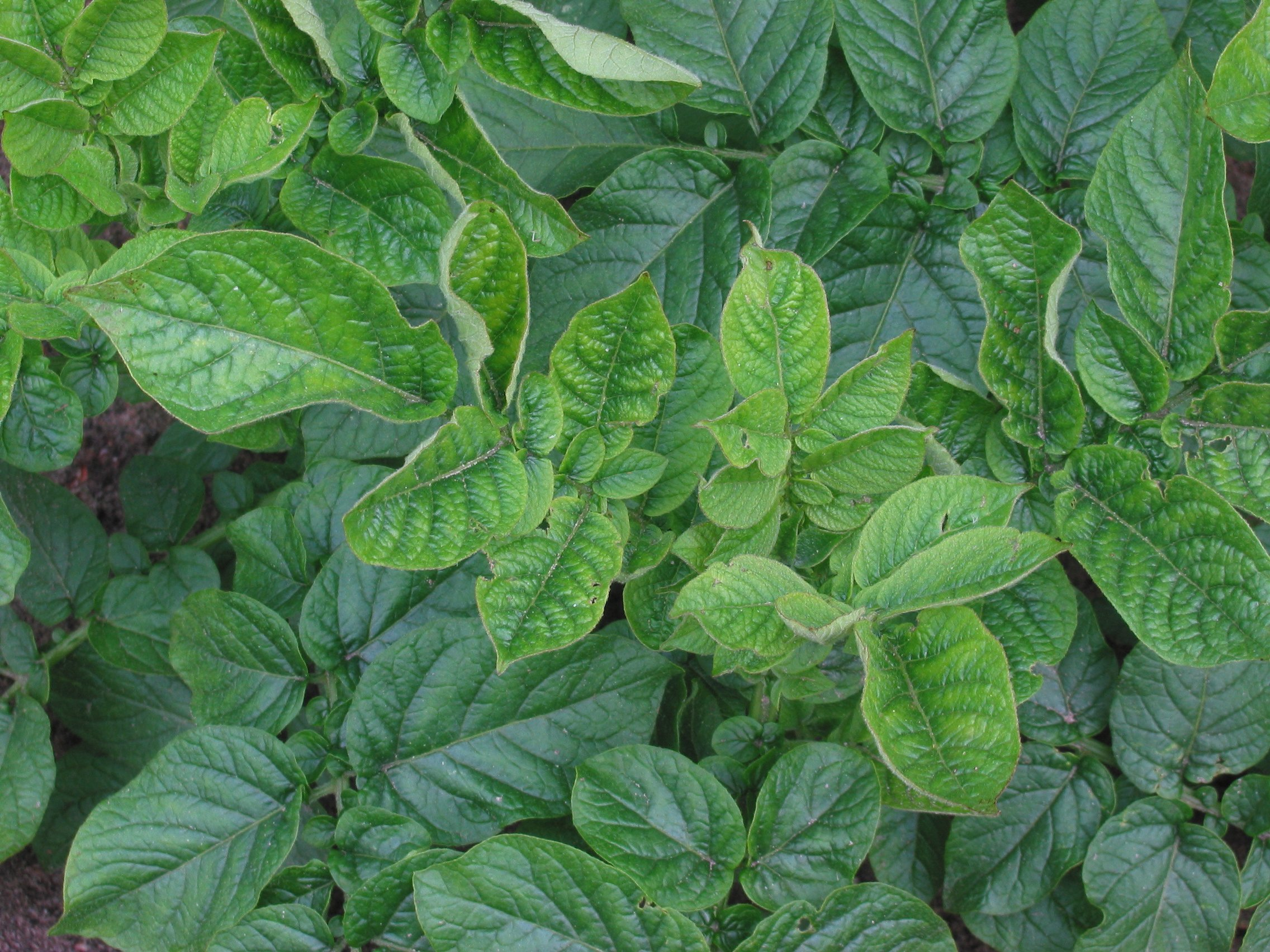
Virusaantasting bij Parel
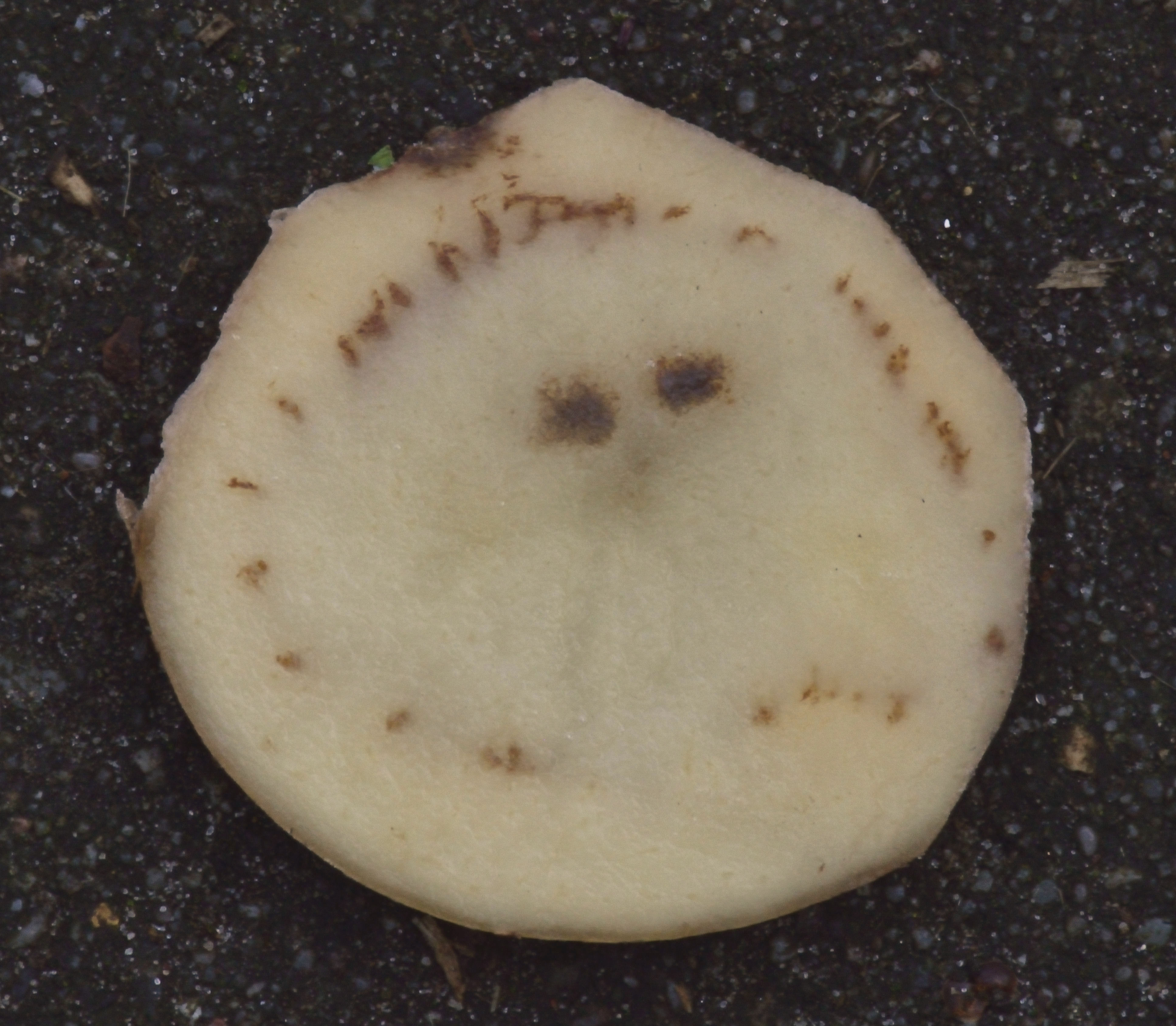
Door aardappelziekte aangetaste knol van Parel, dwarsdoorsnede
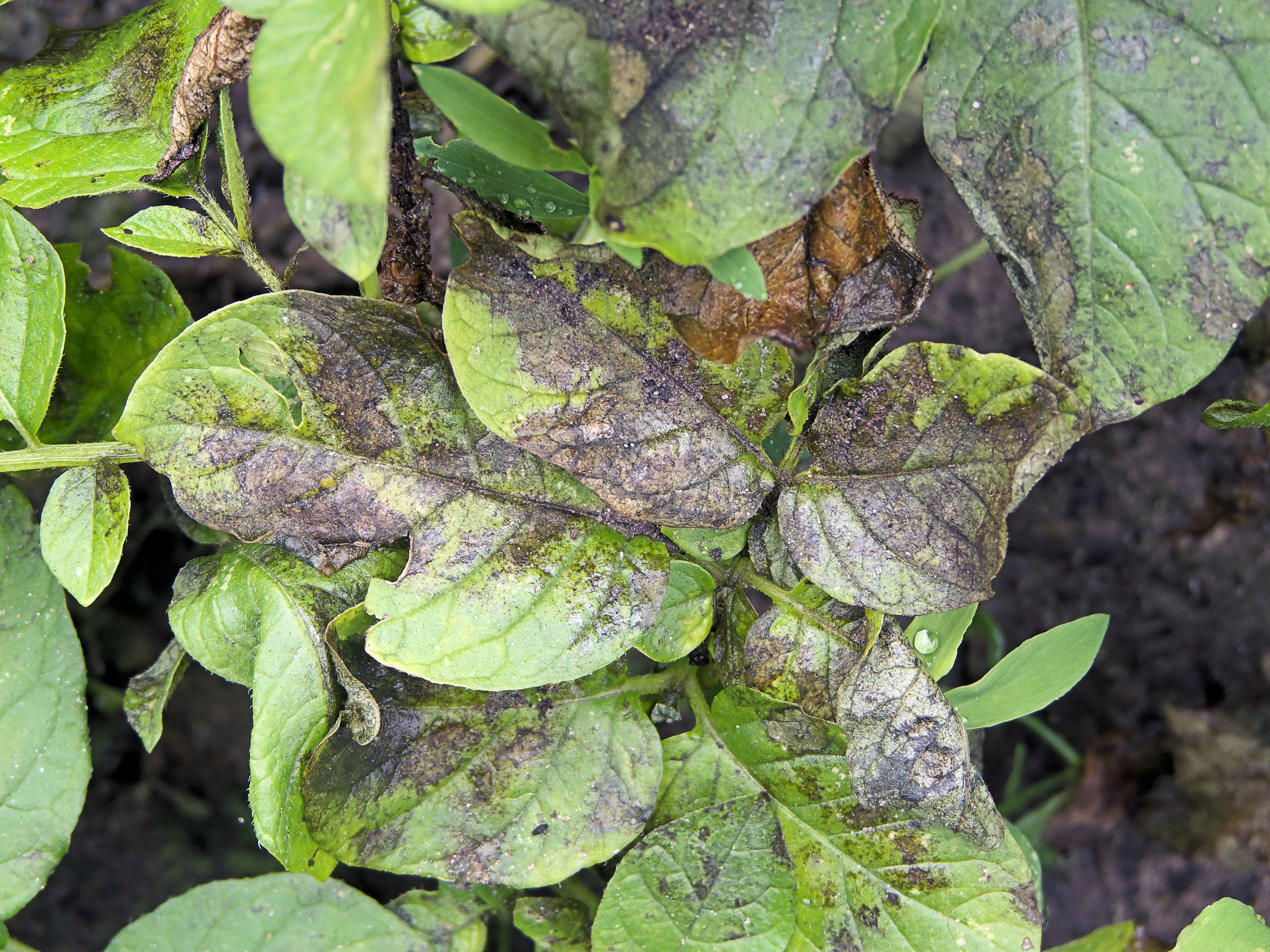
Fytoftora op aardappelloof van Parel